# El calor
El calor es el sexto álbum y primer EP de la banda chilena Electrodomésticos, lanzado en formato de vinilo en 2014.

## Lista de canciones
Todas las canciones escritas y compuestas por Carlos Cabezas Rocuant. 
| N.º   | Título                      | Duración |  |
| 1.    | «El barro, el agua, la luz» | 4:05     |  |
| 2.    | «El calor»                  | 5:09     |  |
| 3.    | «Parientes del mono»        | 5:57     |  |
| 4.    | «Un sueño en la piel»       | 6:21     |  |
| 21:32 |                             |          |  |

## Créditos
- Carlos Cabezas Rocuant: guitarra, voz
- Silvio Paredes: guitarra, sintetizadores
- Edita Rojas: batería

- Datos: Q25405060